# Wüstung
Een wüstung is een verlaten dorp of voormalig gebied met een economische activiteit (landbouw (flurwüstung), ambacht of industrie) die vóór de nieuwe tijd (ca. 1500) werd opgegeven, maar waaraan nog veldnamen, resten in de bodem of mondelinge overleveringen herinneren. Kastelen, ruïnes en andere losstaande archeologische monumenten worden niet beschouwd als wüstungen, evenmin als nederzettingen die reeds in de prehistorie werden opgegeven en waarover dus geen geschiedkundige bronnen zijn overgeleverd. De benaming wordt echter soms wel voor nederzettingen gebruikt die ten gevolge van de Dertigjarige Oorlog (1618-1648), of nog later in de Nieuwe Tijd verdwenen, zoals het vroegere Eifeldorp Wollseifen.
Vaak werden dergelijke nederzettingen en gronden verlaten in perioden van bevolkingsteruggang, in het Duits ook wel Wüstungsperioden genoemd. In Nederland kwamen dergelijke perioden van ontvolkingen minder voor, waardoor er hier minder van dergelijke voorbeelden te vinden zijn. Wel zijn in Nederland veel nederzettingen verdwenen, doordat ze door de zee werden verzwolgen.
Enkele Nederlandse voorbeelden zijn Selhorst bij Harderwijk, Gasperde bij Vianen en Katen bij Zwolle en Berkheide (ook wel geschreven als Berkhei, Berkheij of Berkheijde) bij Wassenaar. Mogelijk was ook Sint Gangolf in de IJzermieden bij Gerkesklooster een wüstung. Ook in het Centrale Woldgebied in de provincie Groningen zijn een aantal wüstungen  bekend. Viane, een voormalige buurtschap onder Ouwerkerk, gemeente Schouwen-Duiveland is een twijfelgeval.
De in de twintigste eeuw verdwenen Vlaamse dorpen Oorderen, Oosterweel en Wilmarsdonk, die voor de Antwerpse haven plaats moesten ruimen, en het Groningse gehucht Delthuizen in Eemsmond zijn vergelijkbaar met wüstungen.